# چوی سانگ موک
چوی سانگ موک (کره‌ای: 최상목؛ زادهٔ ۷ ژوئن ۱۹۶۳) سیاستمدار اهل کره جنوبی است که از دسامبر ۲۰۲۳ تا مه ۲۰۲۵ به عنوان معاون نخست‌وزیر و وزیر اقتصاد و دارایی فعالیت کرد. همچنین او از ۲۷ دسامبر ۲۰۲۴ تا ۲۴ مارس ۲۰۲۵ به عنوان رئیس‌جمهور موقت و نخست‌وزیر موقت کره جنوبی خدمت کرد.

## اوایل زندگی و تحصیلات
او در ۷ ژوئن ۱۹۶۳ در سئول، کره جنوبی به دنیا آمد. پس از فارغ‌التحصیلی از دبیرستان اوسان در سئول (با رتبهٔ ۷۲)، در سال ۱۹۸۲ وارد دانشکده حقوق دانشگاه ملی سئول (کلاس ۸۲) شد، در سال دوم رشته حقوق را انتخاب کرد و در سال ۱۹۸۵ در بیست و نهمین دورهٔ آزمون خدمات عمومی پذیرفته شد. او در سال ۱۹۸۶ با افتخار از دانشکده حقوق دانشگاه ملی سئول فارغ‌التحصیل شد و سپس مدرک کارشناسی ارشد در رشتهٔ مدیریت دولتی از دانشکده تحصیلات تکمیلی مدیریت دولتی همین دانشگاه دریافت کرد.

## حرفه

### اوایل حرفه
او در تاریخ ۱۳ اکتبر ۱۹۸۶ به ارتش پیوست، پس از اینکه به دلایل شخصی به مدت شش ماه در گارد ملی خدمت کرده بود. او به عنوان سرباز اداری (متخصص در امور اداری عمومی) در دفتر فرماندهی ستاد ارتش مشغول به کار شد و در تاریخ ۱۲ آوریل ۱۹۸۷ به عنوان سرباز ساده از خدمت ترخیص گردید.
از آن زمان، او در وزارت امور اقتصادی به عنوان مقام رسمی مشغول به کار بوده و در سمت‌های مختلفی از جمله مدیر بخش سیستم اوراق بهادار وزارت دارایی و اقتصاد (سطح ۳)، مدیر بخش سیاست‌های مالی و مدیر کمیته مدیریت صندوق‌های عمومی در کمیسیون خدمات مالی (سطح ۲)، مدیر دفتر هماهنگی سیاست‌ها، مدیر دفتر سیاست‌های اقتصادی و مدیر دفتر همکاری‌های سیاستی در وزارت استراتژی و دارایی (سطح ۱) خدمت کرده است. در ژوئن ۱۹۹۶، او دکترای اقتصاد خود را از دانشگاه کورنل گرفت و در زمینه اقتصاد کلان تخصص داشت.

### معاون نخست‌وزیر (۲۰۱۴–۲۰۱۷)
از اکتبر ۲۰۱۳ تا ژوئیه ۲۰۱۴، او به عنوان معاون نخست‌وزیر در امور اقتصادی و مشاور سیاستی وزیر استراتژی و دارایی خدمت کرد و در ژوئیه ۲۰۱۴ به عنوان دبیر اقتصاد و دارایی در دفتر مقام ارشد اقتصادی در دفتر ریاست جمهوری (از سپتامبر ۲۰۱۴ تا ژانویه ۲۰۱۶) منصوب شد. او به وزارت دارایی بازگشت و به مقام معاون وزیر ارتقا یافت. سپس تا مه ۲۰۱۷، زمانی که دولت مون جه این به قدرت رسید، به عنوان معاون اول وزیر استراتژی و دارایی مشغول به کار بود.

### حرفه خصوصی (۲۰۱۹–۲۰۲۰)
در ۲۲ مارس ۲۰۱۹، او به عنوان عضو غیر اجرایی هیئت مدیره شرکت ایل‌دونگ هولدینگز منصوب شد و از ۱۲ مارس ۲۰۲۰، به عنوان عضو غیر اجرایی هیئت مدیره شرکت سرمایه‌گذاری شین‌هان انتخاب گردید. از ۲۴ مارس ۲۰۲۰، او به عنوان بیست و ششمین رئیس دانشگاه نونگ‌هیوپ منصوب شد.

### معاون نخست‌وزیر (۲۰۲۲–۲۰۲۴)
در مارس ۲۰۲۲، پس از انتخاب یون سوک یول به عنوان رئیس‌جمهور، او به عنوان دبیر بخش اقتصاد ۱ در کمیته انتقال ریاست‌جمهوری بیستم شرکت کرد. با توجه به سوابقش در این کمیته، همراه با نماینده چو کیونگ هو و رئیس پیشین دفتر هماهنگی امور دولتی، به عنوان یکی از گزینه‌های مقام معاون نخست‌وزیر و وزیر اقتصاد و دارایی در دولت یون سوک یول و همچنین رئیس کمیسیون خدمات مالی مطرح شد. با این حال، او به سمت دبیر ارشد اقتصادی در دفتر ریاست‌جمهوری منصوب گردید.

### وزیر اقتصاد و دارایی
پس از آنکه رئیس‌جمهور یون سوک یول او را به سمت معاون نخست‌وزیر و وزیر استراتژی و دارایی منصوب کرد، او در یک کنفرانس خبری گفت که تقویت تلاش‌ها برای تثبیت معیشت مردم، مهم‌ترین اولویت تحت رهبری‌اش خواهد بود.

### رئیس‌جمهور موقت (۲۰۲۴–اکنون)
پس از استیضاح هان دوک سو، نخست‌وزیر و رئیس‌جمهور موقت کره جنوبی، در ۲۷ دسامبر ۲۰۲۴، او مسئولیت‌های رئیس‌جمهور موقت و نخست‌وزیر موقت کره جنوبی را بر عهده گرفت.